# Montpellier Business School
Montpellier Business School er en europæisk business school med campusser i Montpellier. Skolen, der blev grundlagt i 1897. MBS blev placeret på en 69. plads blandt de europæiske business schools i 2019 af Financial Times. MBS har ligeledes et PhD-program såvel som adskillige Master-programmer inden for specifikke managementområder, såsom marketing, finans eller iværksætteri.
MBS programmer har de tre internationale akkrediteringer AMBA, EQUIS og AACSB. Skolen har over 17.700 alumner inden for handel og politik, herunder Eric Besson (Tidligere fransk minister).